# Llista de Creus de Sant Jordi/2010/Persones

#### Persones
Informació actualitzada per un bot. Els canvis manuals es perdran quan s'actualitzi!
| Persona                          | Wikidata  | Descripció                                             | Ocupació                                                             | Imatge |
| -------------------------------- | --------- | ------------------------------------------------------ | -------------------------------------------------------------------- | ------ |
| Manuel López Lozano              | Q541977   | polític i advocat català                               | polític advocat                                                      |        |
| Joan Botam i Casals              | Q983107   | sacerdot i caputxí català                              | pare                                                                 |        |
| Francisco González Ledesma       | Q2454603  | escriptor català                                       | novel·lista periodista advocat escriptor                             |        |
| Alberto Aza Arias                | Q2620758  | diplomàtic espanyol                                    | diplomàtic Conseller d'Estat                                         |        |
| Joan Vila i Grau                 | Q4891546  | pintor i vitraller català                              | pintor vitraller                                                     |        |
| Carlos Jiménez Villarejo         | Q4891943  | jurista espanyol                                       | polític advocat jurista escriptor fiscal                             |        |
| Manuel Pérez Bonfill             | Q6898104  | escriptor català                                       | escriptor                                                            |        |
| Agustí Maria Bassols i Parés     | Q8191920  | advocat i polític català                               | polític advocat                                                      |        |
| Josep Antoni González i Casanova | Q9013059  |                                                        | jurista advocat catedràtic polític escriptor professor d'universitat |        |
| José María de Mena Álvarez       | Q9014536  | jurista espanyol                                       | jurista professor d'universitat escriptor                            |        |
| Manuel Oltra i Ferrer            | Q9028011  | compositor valencià                                    | director o directora d'orquestra professor compositor                |        |
| Salvador Gabarró i Serra         | Q9073025  | Enginyer industrial i empresari català                 | empresari enginyer industrial                                        |        |
| Isidre Fainé i Casas             | Q11683737 | executiu bancari català                                | banquer emprenedor empresari                                         |        |
| Carles Sumarroca i Coixet        | Q11912438 | empresari català                                       | empresari                                                            |        |
| Helena Cambó i Mallol            | Q11925350 | mecenes catalana                                       | mecenes                                                              |        |
| Joan Rosell i Sanuy              | Q11927921 | geòleg català                                          | geòleg                                                               |        |
| Jordi Gumí i Cardona             | Q11928308 | fotògraf català                                        | fotògraf                                                             |        |
| Josep Fornas i Martínez          | Q11928580 | editor i polític català                                | empresari polític editor                                             |        |
| Maria Pàrraga i Escolà           | Q11935472 |                                                        | pedagog                                                              |        |
| Maria Tersa i Miralles           | Q11935494 | locutora de ràdio catalana                             | locutor de ràdio periodista                                          |        |
| Maria Àngels Falqués             | Q11935505 |                                                        | historiador                                                          |        |
| María Dolores Juliano Corregido  | Q11935757 | antropòloga social argentinca                          | professor d'universitat antropòleg escriptor acadèmic                |        |
| Montserrat Carulla i Font        | Q11937520 | empresària catalana                                    | empresari                                                            |        |
| Teresa Maria Castanyer i Bachs   | Q11951594 |                                                        | lingüista filòleg traductor                                          |        |
| Tomàs Gil i Membrado             | Q11952089 | compositor espanyol                                    | compositor                                                           |        |
| Jordi Porta i Ribalta            | Q15587672 | filòsof català                                         | filòsof activista cultural                                           |        |
| Jaume Alsina i Calvet            | Q16165289 | empresari ramader fundador del Grup Alimentari Guisona | empresari veterinari                                                 |        |
| Josep Maria Codina i Vidal       | Q16188952 | físic català                                           | físic                                                                |        |
| Joaquim Díaz i Muntané           | Q16190749 | actor i director de doblatge català                    | actor de doblatge director de doblatge                               |        |
| Teresa Juvé Acero                | Q16943157 | pedagoga i escriptora catalana d'origen madrileny      | pedagog escriptor                                                    |        |
| David Moner i Codina             | Q17034093 | Dirigent esportiu                                      | jurista advocat                                                      |        |
| Maria Lluïsa Ferrer i Martínez   | Q17044785 | pedagoga espanyola                                     | pedagog                                                              |        |